# Prix culturel du ministère des Affaires étrangères d'Estonie
Le prix culturel du ministère des Affaires étrangères (estonien : Välisministeeriumi kultuuripreemia) est un prix décerné par le ministère des Affaires étrangères d'Estonie.

## Lauréats
...
- 2013 : Ewert and the two dragons, Ilmar Raag, Riina Sildos, Laine Mägi,  Kalle Kasemaa
- 2014 : Eesti Riiklik Sümfooniaorkester, Kristiina Ehin, Ilmar Lehtpere, Anne Erm, auteurs du film Mandariinid
- 2015 : Helen Sildna, Madis Kolk, Sirje Helme
- 2016 : Veljo Tormis, Aare Hõrn
- 2017: Mati Talvik, Renita Timak, Indrek Kangur[1]
- 2018: Edward von Lõngus, un artiste urbain éstonien[2]